# Henri Grégoire (historiador)
Henri Grégoire (Huy, Bélgica 1881 – Bruselas 1964) fue un eminente académico dedicado al estudio del Imperio bizantino, prácticamente el fundador de los estudios bizantinos en Bélgica. Pasó la mayor parte de su carrera docente en la Universidad Libre de Bruselas. Impartió clases en la New School for Social Research en 1938 y durante la Segunda Guerra Mundial se unió a la École libre des hautes études en la New School. Fue editor de cuatro revistas —Byzantion,  Nouvelle Clio, Annuaire de l'Institut de Philologie et d'Histoire Orientales et Slaves y Flambeau— y publicó prolíficamente: para 1953 tenía 575 títulos en su bibliografía. Grégoire es especialmente recordado por sus estudios sobre la poesía épica medieval, en particular sobre el Digenis Acritas.